# حاج‌آقا
حاج‌آقا یکی از روستاهای استان آذربایجان شرقی است که در دهستان مهران‌رود جنوبی بخش مرکزی شهرستان بستان‌آباد واقع شده‌است.این روستا ۱۳۷۵ تا ۱۴۴۳ نفر جمعیت دارد.

## موقعیت
وضعیت طبیعی روستاکوهستانی تپه‌ای می‌باشد؛ که دارای حدود ۳۵۹ خانوار و جمعیت حدود بر ۱۳۷۶ نفر می‌باشد.
سال بنیاد این روستاسال ۱۳۶۶ می‌باشد. کد تقسیماتی این روستا ۰۰۰۰۰۰۰۰ می‌باشد.